# Barra de São Miguel (Paraíba)
Pour les articles homonymes, voir Barra de São Miguel.
Barra de São Miguel est une ville brésilienne du centre de l'État de la Paraíba.
Sa population était estimée à 5 435 habitants en 2007. La municipalité s'étend sur 595 km2.